# Vall Banc
Die Vall Banc ist eine Bankgesellschaft mit Sitz in Escaldes-Engordany im Fürstentum Andorra. Sie ist Teil der Association of Andorran Banks.

## Geschichte
Die Vall Bank am 15. Juni 2015 mit der Zuteilung der Vermögenswerte der Banca Privada dʼAndorra (BPA) durch die andorranische State Bank Resolution Agency (AREB) gegründet. 2016 wurde es von JC Flowers & Co., einer Investmentkapitalgesellschaft mit Sitz in New York, übernommen.
Im Januar 2021 landete es in Spanien mit dem Kauf von Argenta Patrimonios, einem Finanzberatungsunternehmen mit Sitz in Barcelona, das mehr als 100 Millionen Euro pro Jahr für Kunden in Katalonien, Madrid und dem Baskenland berät.
Im September 2021 gab die Bank bekannt, dass sie den endgültigen Prozess zur Übertragung der Vermögenswerte von BPA einleite, was die Vollstreckung des Schweizer Gerichtsurteils bedeutet, das es AREB ermöglichte, die von BPA gehaltenen Positionen zu beanspruchen, und die an Vall Banc übertragen werden.
Crèdit Andorrà gab am 27. September 2021 die Übernahme von 100 % von Vall Banc bekannt.